# Breg ob Kokri
Breg ob Kokri je naselje u slovenskoj Općini Preddvoru. Breg ob Kokri se nalazi u pokrajini Gorenjskoj i statističkoj regiji Središnjoj Sloveniji. 

## Stanovništvo
Prema popisu stanovništva iz 2002. godine naselje je imalo 105 stanovnika.